# Унарное кодирование
Уна́рное коди́рование — это энтропийное кодирование, которое представляет число n в виде n единиц с замыкающим нулём (либо n нулей и единица). Например 5 представляется в виде 111110 (если кодируются только положительные числа без нуля, то представление может быть на один бит короче, например, 000001 может записывать число 6).
Унарное кодирование оптимально для распределения вероятности:
{\displaystyle P(x)=2^{-(x+1)}}
Часто используется при программировании машин Тьюринга.
Входит в семейство кодов Голомба.
| n (неотрицательные) | n (строго положительные) | Унарный код | Инверсный унарный код |
| ------------------- | ------------------------ | ----------- | --------------------- |
| 0                   | 1                        | 0           | 1                     |
| 1                   | 2                        | 10          | 01                    |
| 2                   | 3                        | 110         | 001                   |
| 3                   | 4                        | 1110        | 0001                  |
| 4                   | 5                        | 11110       | 00001                 |
| 5                   | 6                        | 111110      | 000001                |
| 6                   | 7                        | 1111110     | 0000001               |
| 7                   | 8                        | 11111110    | 00000001              |
| 8                   | 9                        | 111111110   | 000000001             |
| 9                   | 10                       | 1111111110  | 0000000001            |